# Fronteira (matemática)
Fronteira, em topologia, é o conceito matemático que generaliza a ideia de uma fronteira geográfica.[carece de fontes?]
Dado um conjunto S de pontos em um espaço topológico V, e um ponto x do espaço topológico, uma das três situações seguintes, e apenas uma delas, pode ocorrer:
- (1) existe um conjunto aberto A tal que {\displaystyle x\in A\subseteq S\,}
- (2) existe um conjunto aberto A tal que {\displaystyle x\in A\subseteq V-S\,}
- (3) qualquer que seja o aberto A com {\displaystyle x\in A\,}, temos que A tem pontos em comum com S e com seu complemento

No caso (1) diz-se que x é um ponto do interior de S, (2) x é um ponto do exterior, e (3) um ponto da fronteira.
Intuitivamente, é como se o espaço topológico fosse sendo observado em x com microscópios cada vez mais poderosos. Se, a partir de algum momento, tudo que se vê em volta de x são pontos de S, então é porque x é um ponto interior. Se, a partir de algum momento, tudo que se vê em volta de x são pontos do complemento de S, então é porque x é um ponto exterior. Caso nenhum destes dois casos ocorra, então x é um ponto da fronteira.

## Definição matemática
Dada uma topologia τ em um conjunto V e um conjunto S, {\displaystyle S\subseteq V\,} um ponto x é um ponto da fronteira de S quando para todo aberto {\displaystyle A\in \tau \,} com {\displaystyle x\in A\,} temos que A contém pontos de S e pontos no complemento de S, ou seja, {\displaystyle A\cap S\neq \varnothing \,} e {\displaystyle A-S\neq \varnothing \,}
A fronteira de S é o conjunto de todos seus pontos fronteira, ou, na notação matemática:
{\displaystyle fr(S)=\{x\in V\ |\ \forall A\in \tau \ ,\ x\in A\implies (A\cap S\neq \varnothing \land A-S\neq \varnothing )\}\,}

## Propriedades
- A fronteira de S é o que se fica quando se retira do fecho de S o seu interior;
- A fronteira de um conjunto é um conjunto fechado.
- Seja S um conjunto em {\displaystyle \mathbb {R} } (ou seja, um subconjunto dos números reais).  {\displaystyle \mathbb {R} } será sempre igual à união disjunta do interior de S, do interior de S complementar e da fronteira de S, ou seja: {\displaystyle \mathbb {R} =int(S)\cup int(\mathbb {R} \setminus S)\cup fr(S)}[3].

Mais precisamente, dado um conjunto S contido em V, dizemos que x é um ponto de fronteira de S se qualquer bola aberta centrada em x contiver pontos de S e pontos do seu complementar.
- Uma variedade compacta e sem fronteira é chamada de variedade fechada.
- Podemos pensar na fronteira como um funtor que associa a cada variedade sua fronteira. Tal operador é objeto de estudo da teoria dos bordismos, que foi fundada por René Thom.
- Pelo teorema de Stokes, a integral de uma k-forma diferencial sobre uma variedade compacta depende somente dos valores da k-forma na fronteira da variedade.
- Um subespaço de um espaço topológico que coincide com sua fronteira tem necessariamente interior vazio.